# 仙台港多賀城地区緩衝緑地公園
仙台港多賀城地区緩衝緑地（せんだいこうたがじょうちくかんしょうりょくち）は、宮城県多賀城市大代と七ヶ浜町湊浜に位置する公園。仙台港工業地帯の公害防止策の一環として、宮城県によって整備された緩衝緑地である。面積は25.09ヘクタール。
年中無休だが、有料施設のみ年末年始は休業する。

## 施設
- 中央地区
  - 野球場
  - 陸上競技場 スタンド最前部はピッチレベル。収容人数は2000人で、全席芝生席。
  - テニスコート
  - バレーボールコート
- 東地区
  - 運動広場
  - 芝生広場